# Vidrà
Vidrà est une commune de la province de Gérone, en Catalogne, en Espagne, de la comarque d'Osona.